# Јеонпјеонг
Јеонпјеонг је острво у Жутом мору који политички припада Јужној Кореји. Удаљен је 80 км од јужнокорејског града Инчона и око 12 км јужно од севернокорејске територије.
Са 7,01 км² највеће је острво у истоименом архипелагу и има популацију од 1176 становника који се углавном баве риболовом.
Јеонпјеонг лежи близу имагинарне границе између Северне и Јужне Кореје на тзв. Северној лимит линији (енгл. Northern Limit Line) која је 1953. постављена од Уједињених нација, и која није призната од стране Северне Кореје. На острву је распоређено 1.000 војника, јужнокорејске војске. Због свог положаја, острво је у протекла три наврата (1999. и 2002) било жариште сукоба између Северне и Јужно Корејске морнарице, а 23. новембра 2010, у најжешћем сукобу од прекида Корејског рата погинуле су 2 особе, а рањено их је 18 када је острво бомбардовано од стране Северне Кореје.